# 제라르 메스트랄레
제라르 메스트랄레(프랑스어: Gérard Mestrallet, 1949년 4월 1일 ~ )는 프랑스의 경영인으로, 전기·가스 산업 엔지(Engie)의 전 CEO이며 프랑스 가스 공사 현 회장이다. 엔지 CEO로서 2008년부터 2016년까지 재직했다.
메스트랄레 회장은 2013년 10월 대구 세계에너지총회에 참석하여, 셰일가스를 주제로 "결국 유럽도 셰일가스 혁명에 동참할 것"이라는 진단을 내렸다. 브렉시트 사태로 해외로 떠나려는 영국 기업들을 붙잡기 위해 프랑스가 영국 기업 유치단을 꾸렸을 때, 메스트랄레 회장이 여기에 참여하였다.